# Národní řád za zásluhy (Mauritánie)
Národní řád za zásluhy (francouzsky Ordre du Mérite national) je nejvyšší státní vyznamenání Mauritánské islámské republiky. Hlavou řádu je úřadující prezident republiky.

## Historie
Řád byl založen dne 2. listopadu 1961.

## Třídy
Řád je udílen v pěti třídách:
- rytíř velkokříže – Řádový odznak se nosí na široké stuze spadající z ramene na protilehlý bok. Řádová hvězda se nosí nalevo na hrudi.
- velkodůstojník – Řádový odznak se nosí na stuze s růžicí na hrudi. Řádová hvězda se nosí napravo na hrudi.
- komtur – Řádový odznak se nosí na stuze kolem krku. Řádová hvězda této třídě již nenáleží.
- důstojník – Řádový odznak se nosí na stužce s rozetou nalevo na hrudi.
- rytíř – Řádový odznak se nosí na stužce bez rozety nalevo na hrudi.

## Insignie
Řádový odznak má tvar zeleně smaltované pěticípé hvězdy se zlatým lemováním. Položena je na zeleně smaltovaném zlatě lemovaném kruhu. Uprostřed hvězdy je kulatý zeleně smaltovaný medailon. V medailonu je zlatý půlměsíc, nad kterým je nápis v arabštině. Ke stuze je odznak připojen pomocí přechodového prvku ve tvaru zlatého půlměsíce a pěticípé hvězdy.
Řádová hvězda je čtrnácticípá s jednotlivými cípy tvořenými různě dlouhými paprsky. Uprostřed je položen řádový odznak.
Stuha z hedvábného moaré je zelená se dvěma žlutými pruhy po stranách a stříbrným pruhem uprostřed.